# São Gonçalo do Gurguéia
São Gonçalo do Gurguéia è un comune del Brasile nello Stato del Piauí, parte della mesoregione del Sudoeste Piauiense e della microregione dell'Alto Médio Gurguéia.